# 远距离逆行轨道
最常见的远距逆行轨道（DRO）是指航天器绕卫星运行的轨道，由于卫星与行星-卫星系统的两个拉格朗日点（L1和L2）的相互作用，该轨道高度稳定。地月系统中的DRO是常见的一个例子，因此DRO一词有时也特指地月DRO。
更一般地说，一个质量可忽略不计的物体可以位于任何双体系统中较小天体周围的DRO中，例如行星-太阳或系外行星-恒星。
以绕月球运行的DRO中的航天器为例，该航天器的轨道方向与月球绕行星运行的方向相反。该轨道被描述为是“遥远的”，因为它经过拉格朗日点之外，而不是靠近月球。随着轨道越来越远，朔望周期（航天器两次经过行星和月球之间的时间间隔）变得越来越长，越来越接近月球绕行星运行的周期。恒星周期（从月球上观察飞船返回特定星座所需的时间）可能会比月球的轨道周期长得多。以木卫二为例，它的恒星周期约为木卫二轨道周期的八倍。
人们已经对DRO进行了数十年的研究。2022年4月，中国国家航天局的嫦娥五号轨道飞行器首次进入该轨道，随后美国宇航局的猎户座飞船在阿尔忒弥斯1号任务中于2022年11月进入该轨道。中国国家航天局的另外两艘航天器，DRO-A和DRO-B，于2024年尝试发射，但由于远征一号S上面级发生故障，被困在较低的轨道上。尽管之前出现了一些问题，但2024年7月15日，DRO-A和DRO-B最终进入预定的远距离逆行轨道。8月30日，两颗卫星与“DRO-L”卫星成功构建K频段微波星间测量通信链路，完成世界上首个地月空间三星星座建设。

## 描述
从数学角度来说，DRO的稳定性定义为具有非常高的李雅普诺夫稳定性，即“如果所有从该点附近开始的解始终保持在该点附近，则平衡轨道是局部稳定的”。

## 远距离逆行轨道物体列表

### 嫦娥五号轨道器

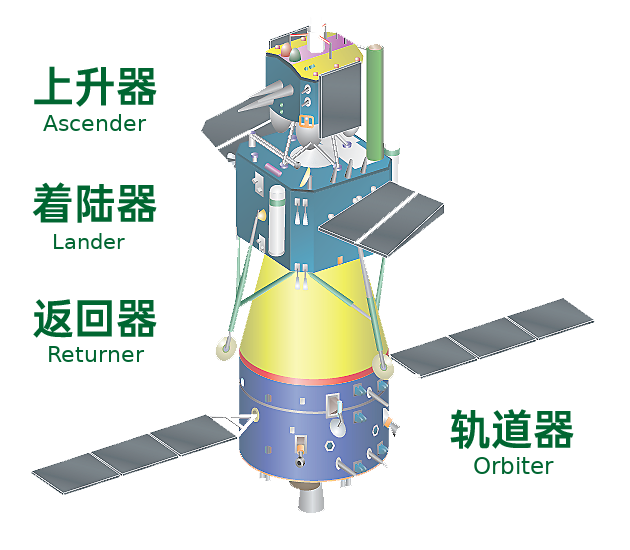
嫦娥五号航天器底部有轨道器

在向地球送回样本后，中国的嫦娥五号（CE-5）轨道器于2021年3月首次移动到日地拉格朗日点1（L1），进行太阳观测。2022年1月，嫦娥五号离开L1点，进入月球远逆行轨道（DRO），开展甚长基线干涉测量试验，为中国月球探测工程的下一阶段做好准备。据《太空评论》（TSR）报道，中国政府和学术文件曾描述过这一演练。2022年2月，多个业余卫星追踪者观测到嫦娥五号已进入远距离逆行轨道，成为历史上第一颗利用该轨道的航天器。

### 猎户座飞船

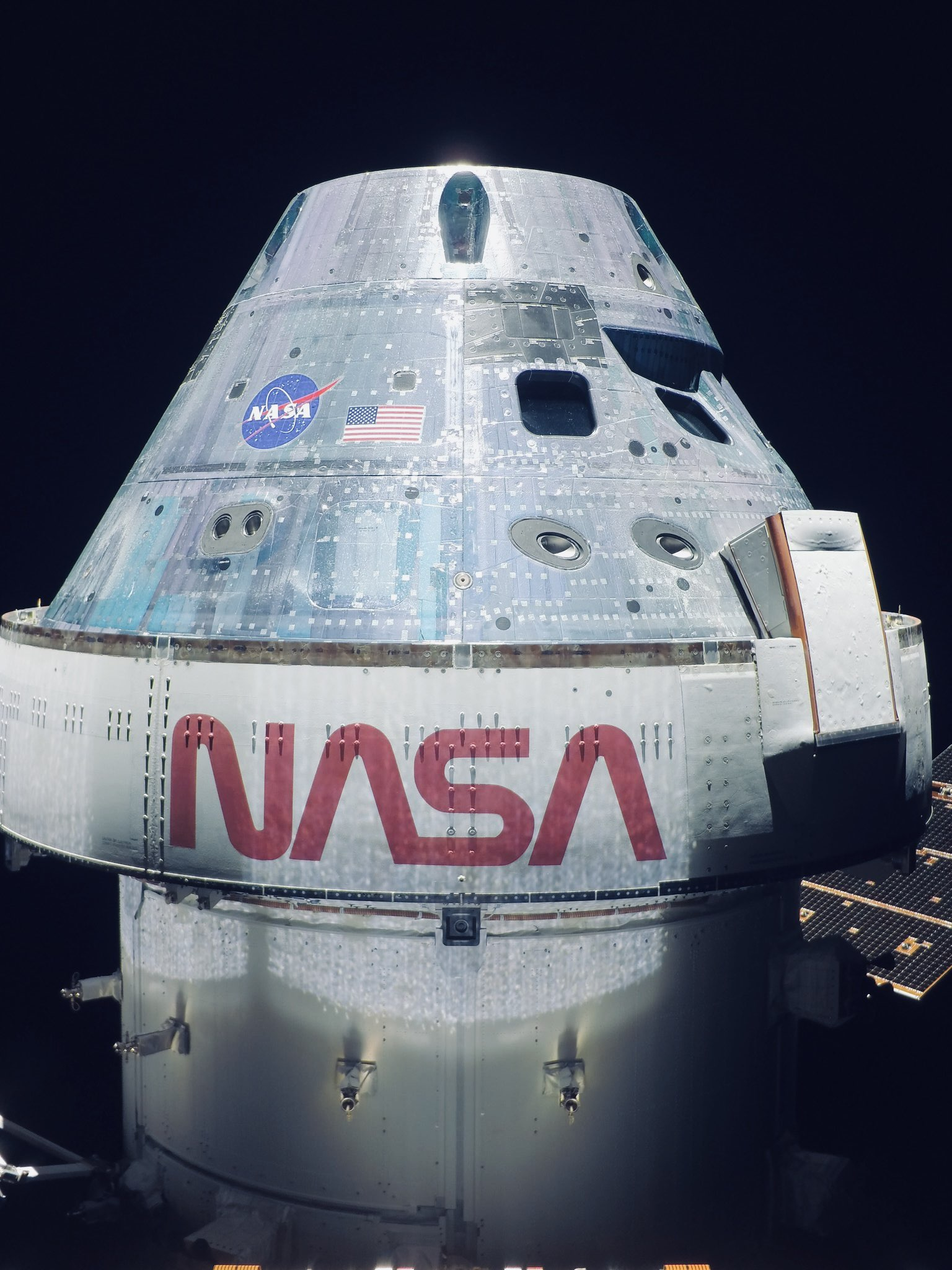
猎户座飞船抵达月球之前的照片，它随后进入DRO

2022年11月16日，猎户座飞船由太空发射系统从肯尼迪航天中心发射升空，执行前往月球的阿耳忒弥斯1号任务。在任务期间，猎户座飞船于11月25日进入DRO并沿该轨道绕月球运行。

### DRO-A和DRO-B
2024年3月13日，地月空间DRO探索研究所属的两颗卫星DRO-A和DRO-B一同发射升空。虽然远征一号S上面级起初未能将它们送入正确轨道，但两颗卫星凭借自身动力，最终于同年7月15日进入预定的远距离逆行轨道。8月30日，两颗卫星与“DRO-L”卫星成功构建K频段微波星间测量通信链路，完成世界上首个地月空间三星星座建设。

## 曾考虑使用DRO的航天项目

### 木星冰卫星轨道器
远距离逆行轨道是木星冰卫星轨道器绕木卫二运行的拟议轨道之一，主要因为其预计的稳定性和低能量轨道转移特性，但该任务概念于2005年被取消。

### 小行星重定向任务（ARM）
拟议的小行星重定向任务考虑使用远距离逆行轨道。尽管该任务最终被取消，但针对DRO 进行的研究最终使该轨道被用于阿耳忒弥斯1号任务。

### 月球门户空间站
2019年6月发布的基线DSG-RQMT-001中公布的美国宇航局的月球门户空间站的两个系统要求提到了使用月球DRO。要求L2-GW-0029，单轨道转移，指出“门户空间站应能够在11个月内完成一次往返远距离逆行轨道（DRO）的转移”。要求L2-GW-0026，推进系统能力，指出“门户空间站应提供燃料容量，以支持在近直线晕轨道（NRHO）和遥远逆行轨道（DRO）之间进行至少两次往返无人低能地月轨道转移，并在两次加油之间进行15年的轨道维护”。尽管已经确认门户空间站的选定轨道是NRHO，而不是DRO。